# Kemisk binding
En kemisk binding er det fænomen, der binder atomer sammen til molekyler eller salte.
Det er de elektriske kræfter mellem den positivt ladede atomkerne og de negativt ladede elektroner der holder atomerne sammen.

## Typer af kemiske bindinger
1. Ionbinding er en binding, der opstår på grund af den elektriske tiltrækning mellem to modsat ladede ioner. Fx Na+ og Cl-, som altså danner en ion-binding i mellem sig, og tilsammen altså danner det velkendte natriumklorid, NaCl. Ion-bindinger er svagere end kovalente bindinger.
2. Elektronparbinding, også kaldet kovalent binding
  1. upolær elektronparbinding eller upolær kovalent binding, er en binding mellem to atomer hvor forskellen i elektronegativiteten (forkortet ΔEN), ikke overstiger 0,5.
  2. polær elektronparbinding eller polær kovalent binding, er en binding mellem to atomer hvor forskellen i elektronegativiteten (forkortet ΔEN), ligger mellem 0,5 og 1,7.
3. Hydrogenbinding er en binding mellem et svagt elektropositivt hydrogenatom og et af de elektronegative atomer som ilt, kvælstof eller fluor. Bindingen er meget svag.
4. Metalbinding en sky af elektroner holder positivt ladede metalatomer sammen, se metal.
5. Kompleksbinding er en bindingstype set i kompleksforbindelser.

## Ekstern henvisning
- Linket er dødt.  Læs på dansk om kemiske bindinger, følg links på denne side fra EMU (Webside ikke længere tilgængelig)